# Swilen Rusinow
Swilen Alidow Rusinow (bułg. Свилен Алидов Русинов, ur. 29 lutego 1964 w Plewenie) – bułgarski bokser, medalista olimpijski z 1992, amatorski wicemistrz świata i  mistrz Europy w wadze superciężkiej.
Wystąpił w wadze superciężkiej (ponad 91 kg) na mistrzostwach Europy juniorów w 1982 w Schwerinie, gdzie przegrał w ćwierćfinale ze Svenem Karbergiem z NRD. Na seniorskich mistrzostwach Europy w 1985 w Budapeszcie odpadł po pierwszej walce w wadze półciężkiej (do 81 kg).
Na mistrzostwach świata w 1986 w Reno zdobył brązowy medal w wadze ciężkiej (do 91 kg) po wygraniu dwóch walk (w tym z Wiesławem Dyłą) i przegranej w półfinale z Félixem Savónem z Kuby. Również na mistrzostwach Europy w 1987 w Turynie wywalczył brązowy medal w tej wadze po pokonaniu Gyuli Alvicsa z Węgier i przegranej w półfinale z Arnoldem Vanderlyde z Holandii. Na igrzyskach olimpijskich w 1988 w Seulu przegrał pierwszą walkę w kategorii ciężkiej z Andrzejem Gołotą.
Od 1989 walczył w kategorii superciężkiej. Zdobył w niej brązowy medal na mistrzostwach Europy w 1989 w Atenach po przegranej w półfinale z Jeorjosem Tsachakisem z Grecji. Na mistrzostwach świata w 1989 w Moskwie pokonał w eliminacjach Larry’ego Donalda ze Stanów Zjednoczonych, ale przegrał w ćwierćfinale z późniejszym mistrzem Roberto Balado z Kuby.
Zdobył brązowy medal na mistrzostwach Europy w 1991 w Göteborgu po zwycięstwie w ćwierćfinale nad Piotrem Jurczykiem i porażce w półfinale z Jewgienijem Biełousowem z ZSRR.
Na mistrzostwach świata w 1991 w Sydney zdobył srebrny medal po wygraniu dwóch walk (z Richardem Igbineghu z Nigerii i ponownie z Larrym Donaldem) i przegranej w finale z Roberto Balado.
Zdobył brązowy medal na igrzyskach olimpijskich w 1992 w Barcelonie, gdzie wygrał dwie walki, a w półfinale przegrał z Richardem Igbineghu.
Zwyciężył na mistrzostwach Europy w 1993 w Bursie, gdzie pokonał w finale Zuraba Sarsanię z Gruzji, a następnie zdobył srebrny medal na mistrzostwach świata w 1993 w Tampere, gdzie w finale ponownie przegrał z Roberto Balado.
Na mistrzostwach świata w 1995 w Berlinie przegrał już pierwszą walkę z późniejszym mistrzem Aleksiejem Liezinem z Rosji. Podobnie przegrał pierwszą walkę na mistrzostwach Europy w 1996 w Vejle z Adaliatem Mamedovem z Azerbejdżanu.
W 1999 stoczył swą jedyną walkę zawodową, w której pokonał swego rodaka Georgiego Christowa na punkty po 4 rundach.